# Pachylicus
Genre
Synonymes
- Cerroa Roewer, 1927
- Mexscotolemon Goodnight & Goodnight, 1942
- Brimma Roewer, 1949

Pachylicus est un genre d'opilions laniatores de la famille des Zalmoxidae.

## Distribution
Les espèces de ce genre se rencontrent se rencontrent du Mexique au Panama.

## Liste des espèces
Selon World Catalogue of Opiliones (19/10/2021) :
- Pachylicus acutus (Goodnight & Goodnight, 1942)
- Pachylicus castaneus (Šilhavý, 1979)
- Pachylicus cotoensis Goodnight & Goodnight, 1983
- Pachylicus foveolatus Goodnight & Goodnight, 1983
- Pachylicus gracilis (Roewer, 1928)
- Pachylicus hirsutus (Roewer, 1949)
- Pachylicus hispidus Goodnight & Goodnight, 1983
- Pachylicus rugosus Banks, 1909
- Pachylicus spinatus Goodnight & Goodnight, 1983

## Publication originale
- Roewer, 1923 : Die Weberknechte der Erde. Systematische Bearbeitung der bisher bekannten Opiliones. Gustav Fischer, Jena, p. 1-1116 (texte intégral).